# Paralithosia shaowuica
Paralithosia shaowuica là một loài bướm đêm thuộc phân họ Arctiinae, họ Erebidae.